# The Erasure Show Live in Cologne
The Erasure Show Live in Cologne es un DVD que contiene la quinta grabación en vivo de Erasure, registrada el 28 de marzo de 2005 en el E Werk Stadium, Colonia, Alemania.

## DVD
1. Rock-A-Bye-Baby (Intro) 2:36 (Canción tradicional)
2. No Doubt 3:40
3. Hideaway 4:46
4. Victim Of Love 3:37
5. Knocking On Your Door 3:00
6. The Circus 4:39
7. Breathe 3:38
8. Ship Of Fools 4:23
9. Drama! 4:12
10. All This Time Still Falling Out Of Love 4:38
11. Stop! 3:50
12. Rapture 4:34 (Escrito por (Stein/Harry))
13. Ave María 3:05 (Escrito por (Bach/Gounod), con arreglos de (Clarke/Bell)
14. Breath Of Life 4:27
15. A Little Respect 4:02
16. I Broke It All In Two 4:17
17. Chains Of Love 3:51
18. Chorus 4:44
19. Love To Hate You 4:04
20. Blue Savannah 4:55
21. Always 3:57
22. Who Needs Love Like That 2:45 (Escrito por Clarke)
23. Oh L'Amour 5:23
24. I Bet You're Mad At Me 3:44
25. Sometimes 4:17

Material extra

Live In Copenhagen -Vivo en Copenhague- The Other Tour (09 junio 2003)
1. In My Arms 3:19
2. Make Me Smile (Come Up And See Me) 3:54 (Escrito por (Steve Harley))
3. Piano Song 	3:27

Otros
1. Como se hizo Live in Cologne 5:13
2. Entrevista con Andy y Vince 16:14
3. Live In Cologne "Lapso de tiempo" 3:00
4. Galería de fotos 101:02 (Sólo en algunas ediciones)

Videos promocionales del álbum Nightbird
1. Breathe 3:57
2. Don't Say You Love Me 3:53
3. All This Time Still Falling Out Of Love 4:23

## Créditos
Todos los temas por (Clarke/Bell) excepto los indicados.

Live in Cologne
- Coros: Ann-Marie Gilkes , Valerie Chalmers
- Director: Uwe Flade
- Director de Mute Video: John Moule y Sarah Sanders
- Productor: Mark Entzelmann
- Productor ejecutivo: Markus Gerwinat
- Gerente de producción: Agnes Landen
- Diseño de arte: Robert Ryan , Robert Ryan / This Is Real Art
- Fotografía (Cubierta, Imágenes galería): Joel Huxtable
- Asistentes de audio: Chris Goddard, Dave Loudoun
- Audio grabado por: Will Shapland para Will Shapland Mobiles y LiveHereNow
- Mezclado por: Will Shapland en The Instrument. Asistido por: David Dettori Williams, Dave Loudoun
- Coordinador grabador de audio: M.J.
- Coreógrafo: Les Child
- Diseño de vestuario: Dean Bright
- Vestuario: Courteney Brandt
- Jefe de gira: Andy Whittle
- Ingeniero de sonido en vivo: Martin Hildred
- Monitoreo: Craig Donaldson
- Técnico de sonido: Bob Mossey
- Diseño de iluminación: Jonathan Armstrong
- Luces: Craig Saunders y James Maillardet
- Técnico de set: Nik Kennedy
- Personal: Daren Staats / Marissa Zoccolan / Angelique Mark / Jim Hamilton / Paul Lawns / Bootsy / Oliver Baumheier / Frank Pompe / Mike Wolf / Oliver Rensch / Peter Barlogh / Guido Bürvenich /  Tobias Fritz / Niko Respondek / Daniel Mvller / Pietro de Alessandro / Patrick Maazouz / Yannick Rehder / Steven Bach / Dennis Rekob / Baris Zencirli / Nikolai Meurer / Markus Gerwinat / Jan Hille / Christian Katzmann[2]

Live in Copenhagen
- Coros: Ann-Marie Gilkes , Valerie Chalmers
- Productor y Director: Mark Rainsforth
- Productor: Maker Mark Productions
- Audio grabado por: Kevin Paul for The Instrument
- Operadores de cámara: Matthew Howes, Paul King, Iain Smith, Dave Symmons, Marc Williamson
- Colorista: Tim O'Brien
- Editor: Chris Hall
- Ingeniero técnico: Adam Pope por medio de FX Rentals
- Asistido por: Anna Schulte, David Dettori Williams y Steve Moore
- Mezclado por: Kevin Paul en The Instrument
- Asistido por: David Dettori Williams y Chirpy Taylor
- Coordinador de grabación de audio: M.J.

## Datos adicionales
The Erasure Show Live in Cologne incluye tres videos extraídos de la gira The Other Tour, hecha dos años antes para respaldar la edición del álbum Other People's Songs.